# Señor, dame paciencia
Señor, dame paciencia es una película española dirigida por Álvaro Díaz Lorenzo y protagonizada por Jordi Sánchez, Megan Montaner, Silvia Alonso, Eduardo Casanova, David Guapo, Boré Buika y Salva Reina. Se estrenó en España el 16 de junio de 2017.
Se grabó entre Madrid y Sanlúcar de Barrameda.

## Argumento
Cuando la mujer de Gregorio, un banquero muy conservador, muy del Madrid y muy gruñón, fallece repentinamente, éste se ve obligado a cumplir su última voluntad: pasar un fin de semana con sus hijos y sus parejas en Sanlúcar de Barrameda para esparcir sus cenizas en el Guadalquivir.
Aquí es donde empiezan los problemas para Gregorio, ya que su hija Sandra está casada con Jordi, un catalán culé, que quiere llevar a su futura nieta a un colegio bilingüe catalán-inglés en Barcelona, y al que el patriarca, por supuesto, no soporta.
Su otra hija Alicia, está saliendo con Leo, un hipi antisistema al que Gregorio tampoco puede ni ver y Carlos, su hijo pequeño, con el que lleva seis meses sin hablarse desde que salió del armario, se presenta con su novio Eneko, un vasco de origen senegalés, un yerno que Gregorio jamás imaginó tener.
Este viaje multicultural pondrá a prueba la tolerancia y la capacidad de perdonar de una familia tan disfuncional como cualquier otra, en el que tendrán que aprender a aceptarse los unos a los otros, con sus virtudes y defectos..

## Reparto
- Jordi Sánchez es Gregorio Zaldívar Soria.
- Megan Montaner es Sandra Zaldívar Soler.
- Silvia Alonso es Alicia Zaldívar Soler.
- Eduardo Casanova es Carlos Zaldívar Soler.
- David Guapo es Jordi.
- Boré Buika es Eneko.
- Salva Reina es Leo.
- Andrés Velencoso es Alejandro.
- Paco Tous es Padre Salcedo.
- Rossy de Palma es María Soler Angulo.
- Antonio Dechent es Antonio.
- Diego París es Ricardo.
- Raúl Jiménez

## Adaptación en televisión
El 8 de junio de 2020 se anunció que Antena 3 estaba preparando la adaptación de la película contando con Jordi Sánchez como protagonista de la serie recuperando el personaje de Gregorio, al igual que en la película. En septiembre de 2020 se anunciaron las incorporaciones de Norma Ruiz como Sandra, Adam Jezierski como Goyito, Félix Gómez como Carlos y Carol Rovira como Alicia, además de la participación de Rossy de Palma recuperando su personaje de la película.
Se estrenó en Atresplayer Premium el 2 de enero de 2022, antes de su llegada a Antena 3.
En 14 de diciembre de 2024 a las 22:10 se estrenó los tres primeros capítulos en Antena 3.

## Recepción

### Comercial
La cinta fue un éxito comercial atrayendo a 984.682 espectadores quedando segunda en el ranking del primer semestre de 2017 del cine español, por detrás de "Es por tu bien".